# City of Blinding Lights
City of Blinding Lights is een nummer van de Ierse band U2.
Het nummer is afkomstig van het album How to Dismantle an Atomic Bomb uit 2004. Op 6 juni 2005 werd het nummer op single uitgebracht.
City of Blinding Lights was de openingstrack van het openingsconcert van de Vertigo-tour in eind maart 2005 in San Diego, dit was de eerste keer dat het nummer live ten gehore werd gebracht.
De bijbehorende videoclip is ook opgenomen tijdens de Vertigo-tour, tijdens het nummer komt er allerlei confetti van het plafond naar beneden. Mede daardoor werd dit nummer al snel een hoogtepunt van de tour.
Het nummer is ook gebruikt in de film The Devil Wears Prada uit 2006.

## Achtergrond
De single werd een hit in een groot aantal landen. In thuisland Ierland werd de 8e positie bereikt en in het Verenigd Koninkrijk de 2e positie in de UK Singles Chart. In Spanje werd de nummer 1-positie behaald, in Canada de 2e, de Verenigde Staten de 40e en in Australië de 31e positie.
In Nederland was de single in week 25 van 2005 Alarmschijf op Radio 538 en werd ook veel gedraaid op 3FM. De single bereikte de 2e positie in zowel de Nederlandse Top 40 op Radio 538 als de publieke hitlijst, de Mega Top 50, op 3FM.
In België bereikte de single de 29e positie in de Vlaamse Ultratop 50 en de 23e positie in de Waalse versie van de hitlijst. In de Vlaamse Radio 2 Top 30 werd géén notering behaald.

## NPO Radio 2 Top 2000
| Nummer met noteringen in de NPO Radio 2 Top 2000 | '16  | '17  | '18  | '19  | '20  | '21  | '22  | '23  | '24  |
| ------------------------------------------------ | ---- | ---- | ---- | ---- | ---- | ---- | ---- | ---- | ---- |
| City of Blinding Lights                          | 1381 | 1516 | 1255 | 1434 | 1445 | 1594 | 1738 | 1824 | 1506 |

1. ↑  Een vetgedrukt getal geeft de hoogste notering aan.
2. ↑  2016 was het eerste jaar met een notering voor dit nummer.

Bono · The Edge · Adam Clayton · Larry Mullen jr.